# Pante Ceureumen
Pante Ceureumen is een bestuurslaag in het regentschap Aceh Barat van de provincie Atjeh, Indonesië. Pante Ceureumen telt 625 inwoners (volkstelling 2010).